# Dernekpazarı (district)
Dernekpazarı is een Turks district in de provincie Trabzon en telt 3.581 inwoners (2007). Het district heeft een oppervlakte van 81,9 km². Hoofdplaats is Dernekpazarı.
De bevolkingsontwikkeling van het district is weergegeven in onderstaande tabel.
| 1997  | 2000  | 2007  |
| ----- | ----- | ----- |
| 6.521 | 8.127 | 3.581 |